# NGC 1782
NGC 1782 (другое обозначение — ESO 56-SC36) — рассеянное скопление в созвездии Золотой Рыбы, расположенное в Большом Магеллановом Облаке. Открыто Джоном Гершелем в 1835 году. Описание Дрейера: «шаровидное скопление; довольно яркое, маленькое, имеет круглую форму, сильно более яркое в середине, частично разрешено: видны некоторые звёзды». Возраст скопления составляет около 30—50 миллионов лет, металличность — 68 % от солнечной, избыток цвета B−V, вызванный межзвёздным покраснением — 0,09m.
Этот объект входит в число перечисленных в оригинальной редакции «Нового общего каталога».